# 盛亚飞
盛亚飞（1956年—），上海人，汉族，中华人民共和国政治人物、第十二届全国人民代表大会上海地区代表。
毕业于上海农学院园林专业，加入中国共产党。2008年起担任全国人大代表。2013年，被选为全国人大代表。